# Art of Dying (album)
| Recensione    | Giudizio |
| ------------- | -------- |
| Sputnik Music | [ 1 ]    |

Art of Dying è il primo album dell'omonimo gruppo musicale canadese, pubblicato nel Regno Unito il 9 ottobre 2006 e nel resto del mondo il 3 febbraio 2007.
Il singolo Get Through This venne usato, nel 2006, per promuovere la podcast "Port City P.D.". Tre anni dopo, venne usata dalla WWE per il 23º Survivor Series, che si tenne al Verizon Center di Washington il 22 novembre 2009. La canzone è apparsa nella colonna sonora del film Transformers 3.

## Tracce
1. Get Through This – 2:28
2. You Don't Know Me – 3:10
3. I Will Be There – 3:41
4. Fits of Clarity – 4:13
5. Inside It's Raining – 3:52
6. Completely – 3:15
7. Do What You Can – 3:21
8. Crime – 4:39
9. Car Crash – 3:49
10. Alone – 3:45
11. Build a Wall – 6:30
12. Dog Is My Copilot – 5:24

Tracce bonus della versione Deluxe
1. Falling – 2:56
2. Get Through This (Acoustic version) – 2:38
3. No Truth (Acoustic version) – 3:10

## Formazione
- Jonny Hetherington - voce
- Greg Bradley - chitarra solista
- Chris Witoski - chitarra ritmica, cori
- Matt Rhode - basso, cori
- Flavio Cirillo - batteria